# Grabczyna (województwo lubuskie)
Grabczyna – kolonia w Polsce położona w województwie lubuskim, w powiecie krośnieńskim, w gminie Gubin.
W latach 1975–1998 miejscowość położona była w województwie zielonogórskim.